# Scale-up
Als Scale-up ist eine aus dem Englischen (to scale up, vergrößern, erweitern) übernommene Bezeichnung für die in der chemischen oder biochemischen Verfahrensentwicklung praktizierte Maßstabsvergrößerung der Herstellungsverfahren. Ziel ist der Bau einer technischen Produktionsanlage. Die korrekte deutsche Bezeichnung „Maßstabsübertragung“ ist zugunsten der englischen Bezeichnung heute kaum noch gebräuchlich.
Im umgekehrten Fall, wenn man z. B. die Fehlfunktion einer großtechnischen Anlage durch entsprechende Modellversuche klären will, spricht man von Scale-down.

## Anwendung
Beim Scale-up werden in einer maßstäblich verkleinerten Laborapparatur im Modellversuch bzw. Technikumsmaßstab sogenannte dimensionslose Kennzahlen wie z. B. die Reynolds-Zahl ermittelt, die unabhängig von den geometrischen Abmessungen sind. Die Kennzahlen ermöglichen die Auslegung der maßstäblich größeren Produktionsanlage.
Typische Scale-up-Anwendungen sind die Auslegung des Rührantriebes oder des Temperierungssystems für einen Reaktor.
Für die Übertragung eines Verfahrens in einen technischen Maßstab wird in der Regel eine Versuchsanlage gebaut werden. Die Größenordnung dieser Versuchsanlage kann sehr unterschiedlich sein:
- Mikroplant: Hierbei wird eine mikroverfahrenstechnische Anlage genutzt, deren charakteristische Größenordnung im Millimeterbereich ist. Das große Oberflächen zu Volumenverhältnis erhöht hierbei die inhärente Sicherheit und ermöglicht die Durchführung von stark exothermen oder endothermen Reaktionen. Für das Scale-Up ist jedoch die Produktionskapazität oft zu gering.
- Miniplant: Bei einer Miniplant werden kleinere, oft standardmäßig verfügbare Komponenten genutzt, um eine Versuchsanlage zu realisieren, die bereits alle Recyclingströme abbildet und in der Lage ist, kontinuierlich zu produzieren. Die Produktionskapazität beträgt zwischen 50 g und 1 kg pro Stunde, was für manche Produkte bereits dem Jahresbedarf entspricht. Die Entwicklungszeit beträgt in der Regel zwischen 6 und 12 Monaten.
- Pilotanlage: Pilotanlagen weisen eine Produktionskapazität von 5–100 kg/h auf und bestehen aus eigens konstruierten Komponenten. Dies erhöht die Konstruktionszeit und die Investitionskosten deutlich, bietet aber verlässlichere Daten für die weitere Maßstabsvergrößerung.

Eine recht aktuelle Neuentwicklung, die das Scale-up vereinfachen soll, stellt die Miniplant-Technik dar, bei welcher ein Verfahren durch die Kombination einer Miniplant und Simulationen direkt auf einen großtechnischen Prozess skaliert wird.